# Calentador ionosférico
Un calentador ionosférico o una instalación de bomba de HF ionosférica, es un potente transmisor de ondas de radio con una serie de antenas que se utilizan para la investigación de la turbulencia del plasma, la ionosfera y la atmósfera superior.  Estos transmisores funcionan en el rango de alta frecuencia (HF) (3-30 MHz) en la que las ondas de radio se reflejan desde la parte posterior ionosfera al suelo. Con tales instalaciones, una serie de fenómenos de turbulencia de plasma pueden ser excitados en una manera semi-controlada desde el suelo cuando la ionosfera está naturalmente tranquila y no perturbada por ejemplo por las auroras. Este tipo de investigación de estímulo-respuesta complementa las observaciones pasivas de fenómenos naturales excitados para aprender acerca de la atmósfera y la ionosfera superior.

## Marco teórico
Los fenómenos de turbulencia de plasma que se estudian incluyen diferentes tipos de interacciones de ondas no lineales, en los que diferentes ondas en la pareja de plasma e interactúan con la onda de radio transmitida, la formación y la autoorganización de las estructuras filamentosas de plasma, así como la aceleración de electrones. La turbulencia se diagnostica por ejemplo por el  radar de dispersión incoherente, mediante la detección de las emisiones electromagnéticas débiles de turbulencias y las emisiones ópticas. El resultado de emisiones óptica es la excitación de los átomos y las moléculas de la atmósfera por los electrones que se han acelerado en la turbulencia de plasma. Como este proceso es el mismo que el de la aurora , la emisión óptica excitada por ondas de alta frecuencia a veces se han referido como aurora artificial, aunque se necesitan cámaras sensibles para detectar estas emisiones, que no es el caso para la verdadera aurora.
Las instalaciones de bomba HF ionosféricas deben ser lo suficientemente potente como para proporcionar la posibilidad para los estudios de turbulencia de plasma, aunque cualquier onda de radio que se propaga en la ionosfera es afectada por el calentamiento de los electrones. El fenómeno de que las ondas de radio afectan a la ionosfera fue descubierto ya en la década de 1930 con el efecto de Luxemburgo . Aunque las instalaciones de investigación necesitan tener potentes transmisores, el flujo de potencia en la ionosfera para la instalación más potente (HAARP) está por debajo de 0,03 W/m². Esto da una densidad de energía en la ionosfera que es menos de 1/100 de la densidad de energía térmica del propio plasma ionosférico. El flujo de potencia también puede ser comparado con el flujo solar en la superficie de la tierra de alrededor de 1,5 kW/m². Durante una aurora generalmente sin efectos ionosféricos se pueden observar las instalaciones de bombeo de HF como el poder de las ondas de radio es fuertemente absorbida por la ionosfera calentados naturalmente.

## Actuales instalaciones de bombeo HF
- EISCAT: Calefactor operado por la Asociación Europea de Ciencia de radares de dispersión incoherente (EISCAT) en Ramfjordmoen cerca de Tromsø, en Noruega, capaz de transmitir 1,2 MW o más de 1 GW[3][4] potencia radiada efectiva (ERP).
- SPEAR (Exploración Plasma Espacial de Radar Activa) es una instalación operada por el Servicio de Información (Universidad Central de Svalbard) adyacente a las instalaciones EISCAT en Longyearbyen, Svalbard, capaces de transmitir 192 kW y 28 MW ERP.
- Instalación de Calefacción Ionosférica Sura en Vasilsursk cerca de Nizhny Novgorod en Rusia, capaz de transmitir 750 kW o 190 MW ERP.
- Programa de Investigación de Aurora Activa de Alta Frecuencia (HAARP) al norte de Gakona, Alaska, capaz de transmitir 3,6 MW o 4 GW ERP.
- Observatorio de observación de estimulación Auroral de alta pontencia (Observatorio HIPAS) al noreste de Fairbanks, Alaska, capaz de transmitir 1,2 MW y 70 MW ERP.